# 乔治·波特

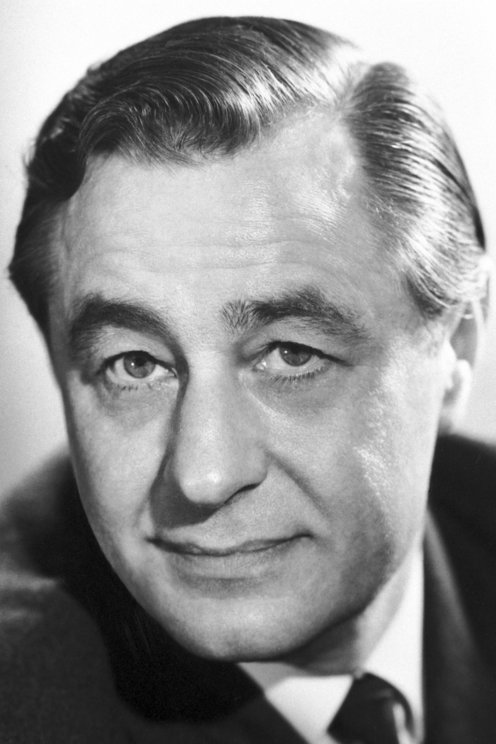
喬治·波特

乔治·波特，陸登漢姆的波特男爵，OM，FRS（英語：George Porter, Baron Porter of Luddenham，1920年12月6日—2002年8月31日），英国化学家，1967年获诺贝尔化学奖。